# IC 1788
IC 1788 — галактика типу SBbc (компактна витягнута галактика) у сузір'ї Піч.
Цей об'єкт міститься в оригінальній редакції індексного каталогу.